# Saanajärvi
Saanajärvi är en sjö i Finland. Den ligger i kommunen Enontekis i landskapet Lappland, i den norra delen av landet, 1 000 km norr om huvudstaden Helsingfors. Saanajärvi ligger 679,4 meter över havet. Arean är 70,1 hektar och strandlinjen är 4,97 kilometer lång. Sjön  ingår i Torne älvs huvudavrinningsområde.   Omgivningarna runt Saanajärvi är i huvudsak ett öppet busklandskap. Den sträcker sig 1,5 kilometer i nord-sydlig riktning, och 1,4 kilometer i öst-västlig riktning.
I övrigt finns följande vid Saanajärvi:
- Saana (ett berg)